# Курганье (Буда-Кошелёвский район)
Курганье (бел. Курганне) — деревня в Рогинском сельсовете Буда-Кошелёвского района Гомельской области Белоруссии.

## География

### Расположение
В 24 км на северо-восток от районного центра и железнодорожной станции Буда-Кошелёвская (на линии Жлобин — Гомель), 49 км от Гомеля.

## Транспортная сеть
Транспортные связи по просёлочной дороге, затем по шоссе Довск — Гомель. Планировка состоит из короткой прямолинейной, близкой к широтной ориентации улицы, застроенной деревянными домами усадебного типа.

## История
По письменным источникам известна с конца XIX века как деревня в Меркуловичской волости Рогачёвского уезда Могилёвской губернии. По переписи 1897 года находились: хлебозапасный магазин, 2 фольварка. В 1925 году посёлок и одноимённый хутор, которые позже объединились в один населённый пункт. В 1929 году жители деревни вступили в колхоз. В 1959 году в составе совхоза «Дербичи» (центр — деревня Дербичи).

## Население

### Численность
- 2018 год — 10 жителей.

### Динамика
- 1897 год — 14 дворов, 107 жителей (согласно переписи).
- 1925 год — 5 дворов; в одноимённом хуторе 9 дворов.
- 1959 год — 127 жителей (согласно переписи).
- 2004 год — 16 хозяйств, 27 жителей.